# Club Robbers
Club Robbers, auch bekannt als Cenoginerz, Zini & Kantini, 040, Camilia, Mos Phat und Zupa Dupa, ist ein niederländisches Duo von DJs und Musikproduzenten, das 1999 gegründet wurde und aus Michel Pollen (Kantini) und Raoul van Grinsven (DJ Zany, Zini) besteht. Sie sind bekannt für ihre 2002 veröffentlichte Single I Like It Loud.

## Diskografie

### Singles

#### Als Club Robbers
- 1999: Honey, Ride This! (Le Club Records)
- 1999: Bugsy's Attack (Le Club Records)
- 2000: Search For The Ball (Le Club Records)
- 2002: I Like It Loud (Kontor Records)
- 2004: White Stripes (Superplastik)
- 2006: Take Me Home Tonight (Steady Beat Records)

#### Als 040
- 1999: Spectrum Energize (vs. DJ Hein) (Steady Beat Records)
- 2000: Ibiza Dreams (Silicon Recordings)
- 2001: Dreams (feat. Erica Baxter) (Silicon Recordings)

#### Als Zupa Dupa
- 1999: Superfun (Le Club Records)

#### Als Cenoginerz
- 2000: Git Down (Top Side Records)
- 2002: You Like The Bass (Fusion Records)
- 2003: Let The Bassline Get Ya! (Superplastik)

#### Als Zini & Kantini
- 2000: Kick Ass (Le Club Records)
- 2001: Big Beat (Le Club Records)

#### Als Camilia
- 2001: Get Your Think Together (Silicon Recordings)

#### Als Mos Phat
- 2003: Shake'm (Superplastik)
- 2004: Infectious (Superplastik)
- 2004: Sceptic (Superplastik)